# Lars Broström
Lars Gunnar Valter "Broarn" Broström, född 26 juli 1931 i Stockholm, död 4 augusti 2013 i Österhaninge församling, var en svensk fotbollsspelare (centerhalv).
Broström föddes på Södermalm i Stockholm men växte upp i Hjorthagen i samma stad. Han inledde sin fotbollskarriär i Värtans IK och gick 1956 till Djurgårdens IF, där han stannade till 1963. Sammanlagt gjorde han 113 seriematcher (inga mål) för klubben. Han blev svensk mästare 1959.
Åren 1958–1963 spelade Broström tre A-landskamper (inga mål) för Sverige. Han spelade även sex B-landskamper.
Broström spelade även bandy för Djurgårdens IF. Han är gravsatt i minneslunden på Österhaninge begravningsplats.